# Corrida armamentista
Corrida armamentista é o processo pelo qual um país procura armar-se com o intuito de proteger-se de outro. Ao mesmo tempo, um país sente-se ameaçado pelo aumento do poder militar do outro, investindo em seu aparato de defesa. Com isso, surge um círculo vicioso, no qual ambos os países se armam, ou pode ser o processo no qual um país fabrica armas, em meio a tempos de guerra, para vender e para uso próprio, porém não precisa investir necessariamente em armas, um exemplo é a corrida armamentista da Guerra Fria (corrida nuclear), na qual dois países, Estados Unidos e União Soviética, disputavam poder tanto em armas quanto em tecnologia diversificada, como por exemplo foguetes. Enquanto um país fabricava um foguete para chegar à Lua, o outro preparava outro foguete, melhor, para levar um homem à Lua, como ocorreu durante a guerra fria  (corrida espacial) A corrida armamentista implicava também uma estratégia de dominação, em que as alianças regionais e a instalação de bases militares eram de extrema importância. Os exércitos de ambos os lados possuíam centenas de soldados, armas convencionais, armas mortais, mísseis de todos os tipos, inclusive nucleares que estavam permanentemente apontados para o inimigo, com objetivo de atingir o alvo a partir de curtas distâncias.